# The Barrett Sisters
As Irmãs Barrett são um trio gospel americano de Chicago, Illinois. O trio era formado pelas irmãs Delois Barrett Campbell, Billie Barrett GreenBey e Rodessa Barrett Porter. Eles cantaram juntas por quase 70 anos.

## História
As Irmãs Barrett cresceram em Chicago, Illinois. Delois nasceu em Chicago em 1926, filho de Susie e Deacon Lonnie Barrett, um fervoroso batista de Hickory, Mississippi.
Delois e as irmãs Billie GreenBey e Rhodessa Porter passaram boa parte de sua infância cantando pela casa e no coro da Igreja Batista The Morning Star em 3991 South Park Boulevard em Chicago's South Side. Eles tinham sete irmãos, quatro dos quais morreram na infância de tuberculose.
Em 1936, sob a direção de uma tia, a diretora do coral Mattie Dacus, o trio se juntou a um primo chamado Johnnie Mae Hudson e cantou apresentações locais anunciadas como The Barrett and Hudson Singers. Quando Johnnie Mae morreu em 1950, Rhodessa a substituiu, e o grupo foi rebatizado de The Barrett Sisters.
Enquanto ainda estava no último ano na Englewood High School, Delois foi recrutada por The Roberta Martin Singers, um grupo seminal da Igreja Batista Pilgrim que era conhecido por sua lista estelar de vozes masculinas principais, notadamente Robert Anderson e Norsalus McKissick. Ela viajou e cantou com a trupe até o início dos anos 1960, quando a Sra. Martin a encorajou a começar uma carreira de gravação independente em um trio com suas irmãs e como artista solo.
Em meados da década de 1960, as irmãs gravaram seu primeiro álbum pela Savoy Records, "Jesus Loves Me", no qual gravaram "Wonderful", de Sam Cooke. Eles seguiram com "I'll Fly Away" e "Carry Me Back", onde se juntaram a Roberta Martin em "I Hear God". A Sra. Martin cantou na faixa-título. Na década de 1970, eles gravaram dois álbuns para o selo subsidiário de Nashboro, Creed: "God So Loved The World" e "Coming Again So Soon". Ms. Campbell seguiu com um álbum solo também no Creed chamado "Through It All". Eles gravaram mais de onze álbuns ao todo. Em 1972 Delois cantou no funeral da cantora gospel Mahalia Jackson.
Ao longo de sua carreira, The Barrett Sisters fizeram turnês internacionais mais de trinta vezes. As Barrett Sisters se apresentaram em inúmeras igrejas e em muitas salas de concertos respeitadas, incluindo o Lincoln Center em Nova York, o Constitution Hall em Washington, DC, o Orchestra Hall em Chicago e o Theatre-DeVille em Paris, França.
As Irmãs Barrett representaram os Estados Unidos na África, como Embaixadoras da Boa Vontade de 1983, e no Pacífico Sul por seis semanas em 1987. Elas também se apresentaram para vários líderes notáveis, incluindo o Rei da Suécia, Carlos XVI Gustavo e o Presidente do Zaire, na África. As Irmãs Barrett estão associadas a várias celebridades e grandes nomes do entretenimento, incluindo a falecida cantora gospel Albertina Walker, Dorothy Love Coates, Thomas A. Dorsey (Convenção Nacional de Cantores), Rev. James Cleveland, Andraé Crouch, The Mighty Clouds of Joy, Shirley Caesar, The Clark Sisters, The Winans, Willie Mae Ford Smith, Jennifer Hudson e Patti LaBelle.

## Rádio, Televisão e Cinema
As Irmãs Barrett fizeram sua primeira aparição no rádio e na televisão na década de 1960. Eles apareceram em "The Tonight Show com Johnny Carson", "The Oprah Winfrey Show", "Bobby Jones Show", "Living the Dream", um tributo televisivo ao Dr. Martin Luther King, especial da PBS "Going Home to Gospel with Patti LaBelle, "junto com Albertina Walker e o" Clube PTL. " Eles foram apresentados várias vezes no "Jubilee Showcase", vencedor do Emmy. Eles apareceram no The Stellar Awards, que incluiu a aceitação do Prêmio de Lenda do Embaixador Bobby Jones de 2009 da Walgreens.
As Irmãs Barrett são apresentadas nos vídeos da série Gaither Gospel "Rivers of Joy" (1998) e "Build A Bridge" (2004), que foi filmado na The Potter's House em Dallas, TX.
Em 1982, The Barrett Sisters foi apresentado no documentário aclamado pela crítica "Say Amen, Somebody", que apresenta Willie Mae Ford Smith, Sallie Martin, Thomas A. Dorsey, The O'Neal Twins e Zella Jackson Price. A aclamada crítica de cinema da New Yorker, Pauline Kael, escreveu que The Barrett Sisters "leva o filme a um tom emocional, e nós, na platéia, queremos continuar subindo ..." Eles também fizeram parte da trilha sonora. O crítico de cinema Roger Ebert disse sobre o documentário, "O filme mais alegra que já vi em muito tempo" e "uma daquela experiências de pico do cinema que ficam com você por toda a vida".
Eles são apresentados no filme concerto de 2010 "The Barrett Sisters in Concert", bem como no documentário de 2013, "The Sweet Sisters of Zion: Delois Barrett Campbell & The Barrett Sisters", ambos produzidos e dirigidos por Regina Rene. Em 2016 a Gaither Music Group lançou o Gospel Pioneer Reunion, com filmagens de grandes vozes do gospel, que foram importantes para a evolução da musica gospel, como Doris Akers, as próprias Barrett Sisters, Jennifer Holiday, Albertina Walker, Dorothy Norwood, Richard Smallwood, The Caravans, dentre outros.

## Membros

### Delois Barrett Campbell
A irmã mais velha de Barrett, Delois Barrett Campbell (12 de março de 1926 - 2 de agosto de 2011), começou sua carreira como vocalista da mundialmente famosa Roberta Martin Singers enquanto ainda estava no colégio. Como membro da Roberta Martin Singers, DeLois viajou pelos Estados Unidos e pelo mundo cantando para o Senhor, mas logo interrompeu sua carreira para começar sua família. DeLois se tornou mãe e esposa do Reverendo Frank Wesley Campbell Sr. (1922-2000).

### Billie Barrett GreenBey e Rodessa Barrett Porter
Enquanto isso, Billie Barrett GreenBey e Rodessa Barrett Porter também se tornaram esposas e mães. Billie (1928) tornou-se solista e Rodessa (1930) tornou-se compositora e diretora de coro em Gary, Indiana.  Billie estudou na Englewood High School e estudou no conservatório de música de Sherwood. Billie cantou por quase 70 anos ao lado das irmãs.
Billie Barrett-GreenBey morreu em 28 de fevereiro de 2020, aos 91 anos. Rodessa ainda vive em Chicago com sua filha.

### Tina Brown
Tina Brown conheceu Delois Barrett Campbell em 1999, no mesmo ano em que formou seu próprio grupo, TINA BROWN & VOICES. Quando a saúde de Delois um impediu de se apresentar, Tina foi convidada a substituí-la e cantar suas partes no grupo.

### Anos recentes
DeLois Barrett Campbell morreu em 2 de agosto de 2011. Ela tinha 85 anos. Ela estava em cadeira de rodas há anos. No final de 2009, ela perdeu a voz e não conseguia mais cantar, mas ainda estava presente em alguns shows com um microfone na mão. Ela tinha lutado contra a artrite e outros problemas de saúde. Billie Barrett-GreenBey morreu em 28 de fevereiro de 2020.
Rodessa é a última irmã viva. DeLois teve sua última celebração anual de concerto de aniversário na First Church of Deliverance em Chicago, que incluiu apresentações com suas irmãs Billie e Rodessa.

## Discografia

### Álbuns

#### Álbuns de Estúdio
- Jesus Loves Me (1963)
- I'll Fly Away (1965)
- Carry Me Back (1966)
- Coming Again So Soon (1973)
- God So Loved the World (1974)
- I've Got a Feeling (1987)
- Live! Nobody Does It Better (1990)
- What Will You Do with Your Life (1990)
- What a Wonderful World (1998)
- Peacemaker (1991)
- Through It All (1994)
- What Shall I Render (Unto God) (1995)
- Best of Delois Barrett Campbell and the Barrett Sisters (1995)
- Best Of... (1996)
- He's Got the Whole World in His Hands (2002)
- He's So Wonderful (2011)

### Trilhas Sonoras
- Jesus Loves Me (1982)

### Contribuições para compilações
- Precious Lord: Recordings of the Great Gospel Songs of Thomas A. Dorsey (1973)
- Live in Concert With... vol 2. (1977)
- Chicago Gospel Pioneers (1987)
- The Best of the Roberta Martin Singers (2001)
- Living Gospel (2002)
- Gospel Pioneers 2 (2007)